# Nationalpark Sangay

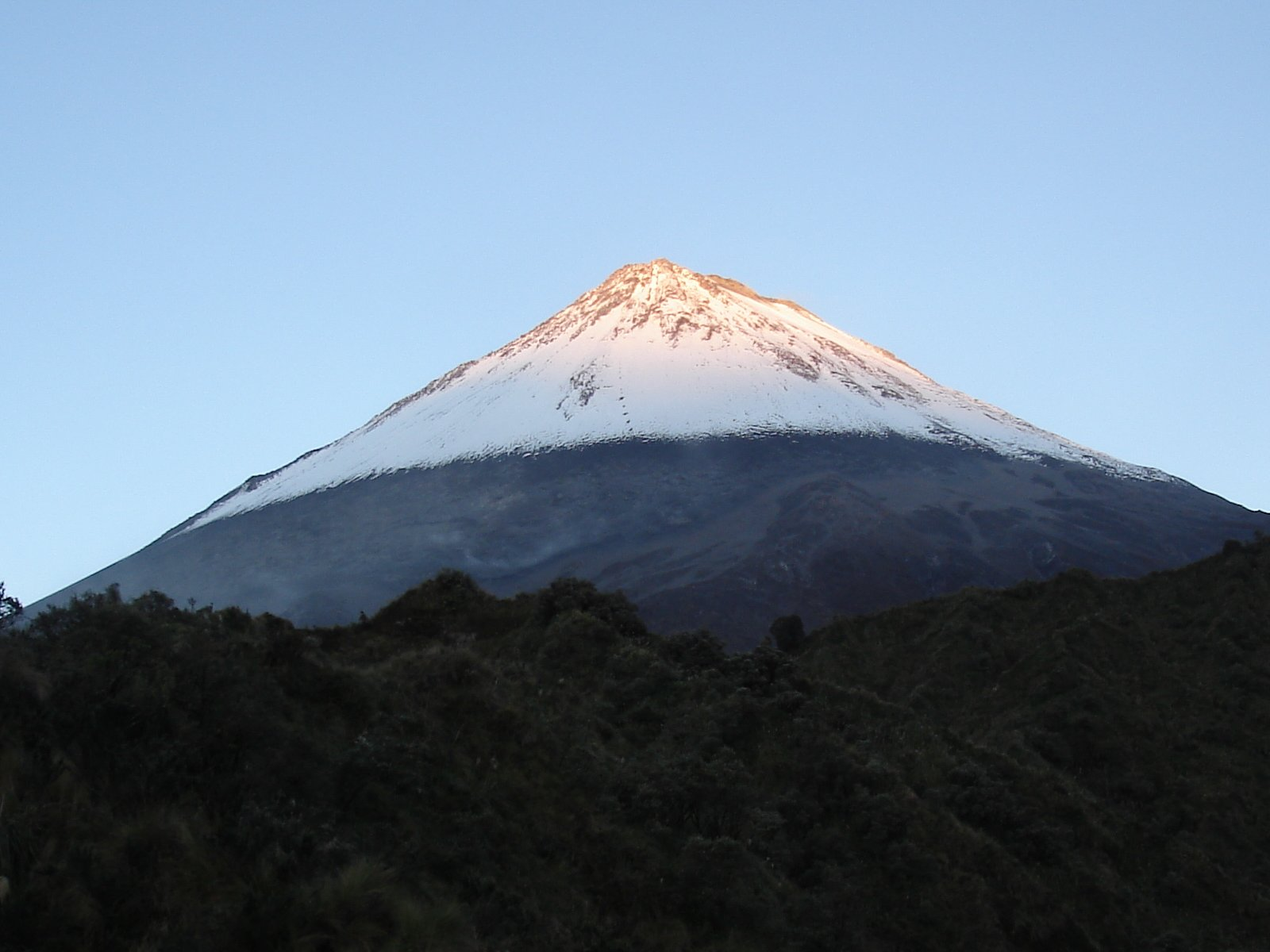
Der Vulkan Sangay

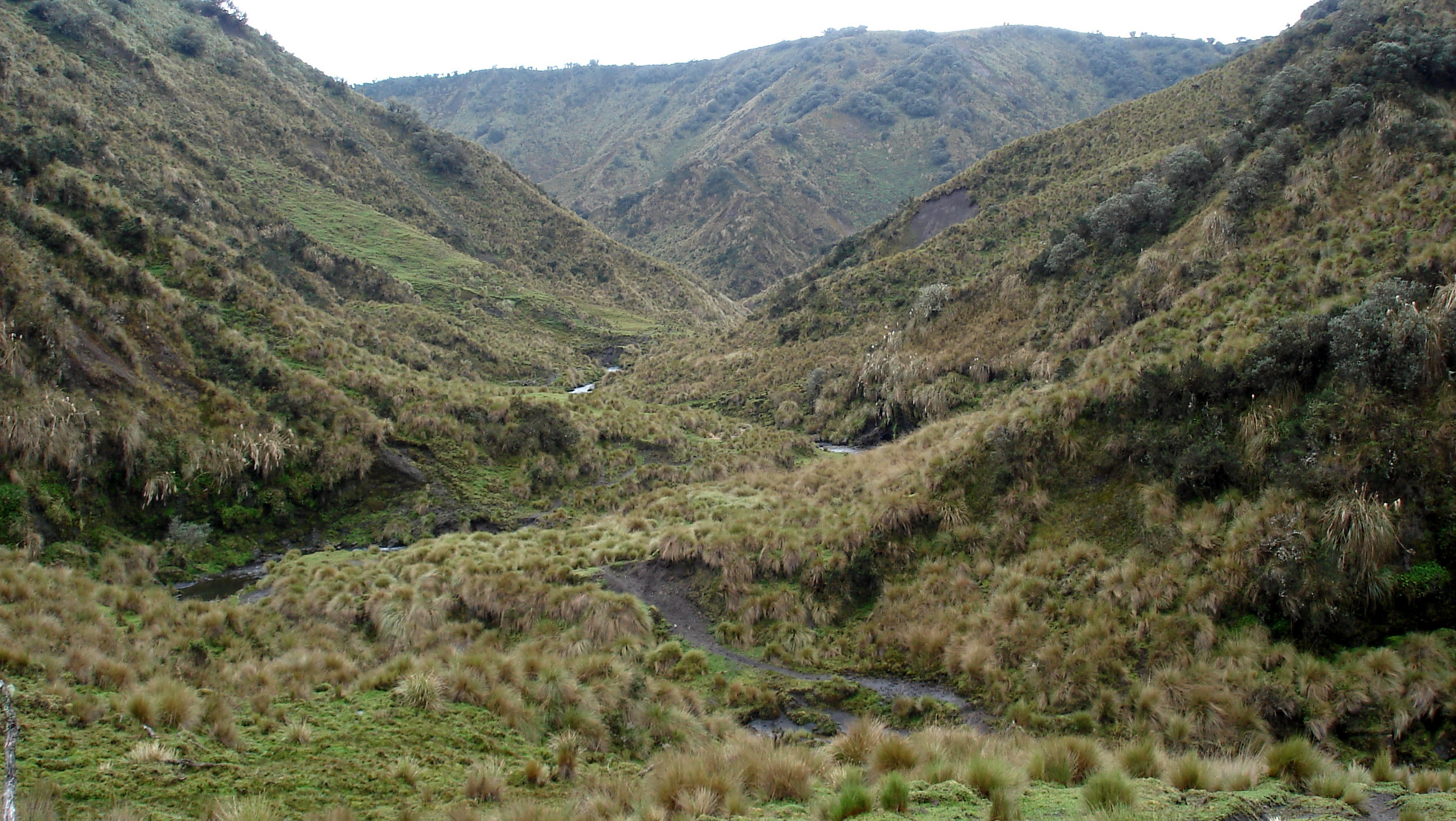
Páramo-Landschaft westlich des Vulkans Sangay

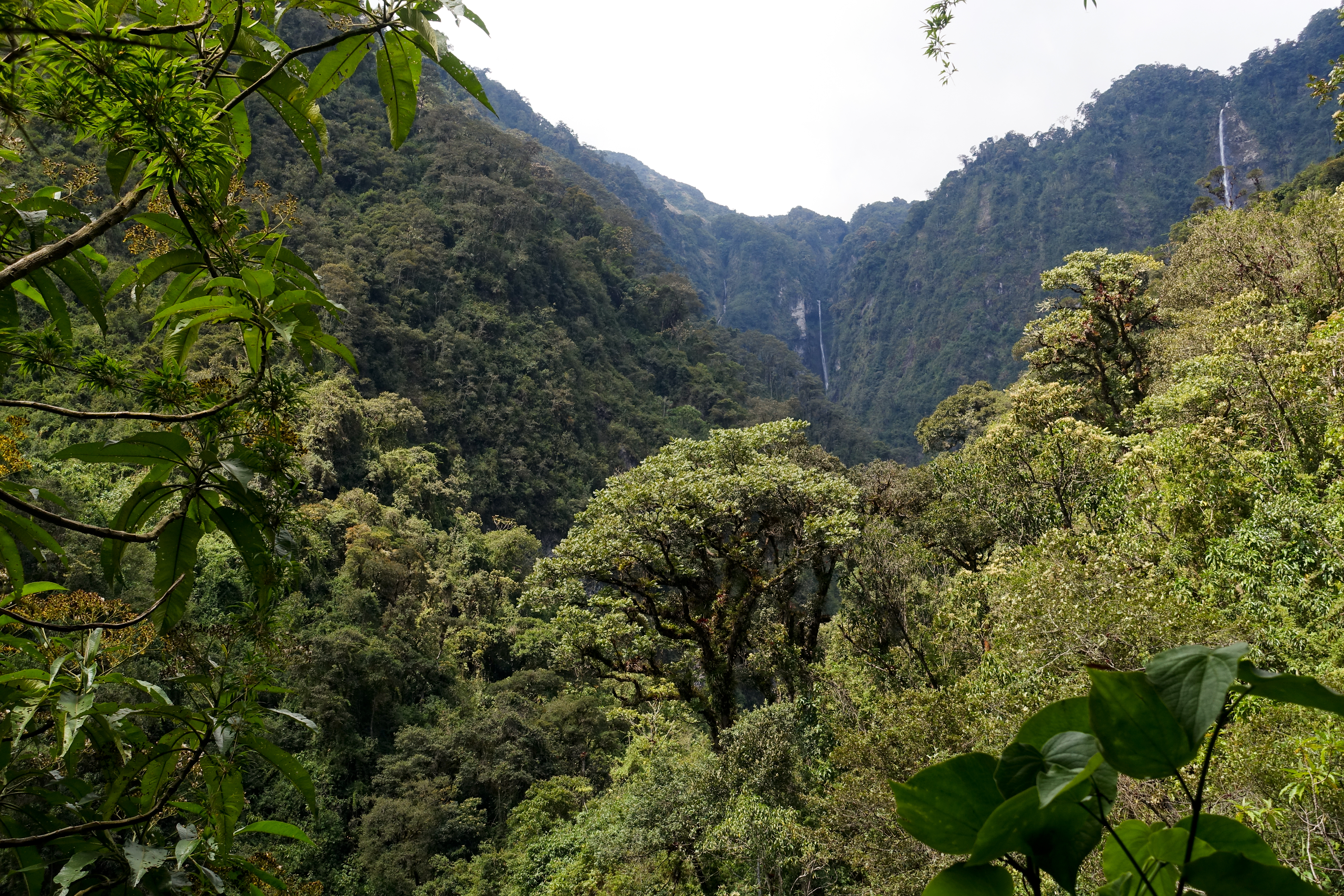
Blick auf den nordwestlichen Ausläufer des Sangay-Nationalparks – Gebirgskamm Huandisagua mit Wolkenwald am Vulkan Tungurahua

Der Nationalpark Sangay (span. Parque Nacional Sangay) liegt an der östlichen Gebirgskette der Anden in Zentral-Ecuador und ist 5177,65 km² groß. Er wurde am 26. Juli 1979 gegründet und gehört seit 1983 zum Welterbe der UNESCO.

## Geschichte
Im Jahr 1975 wurde das Gebiet als Nationales Wildreservat (National Wildlife Reserve) auf einer Fläche von 2719 km² unter Schutz gestellt. Im Jahr 1979 wurde der Status zum Nationalpark erhoben. Die Fläche wurde im Jahr 1992 um 2458 km² erweitert und damit etwa verdoppelt.

## Geographie
In dem Park, der auf einer Höhe von 800 bis 5319 Metern liegt, herrscht ein subtropisches Klima mit Temperaturen von bis zu 26 °C. Im Nationalpark Sangay gibt es drei Vulkane: den namensgebenden, 5230 m hohen Sangay, den Tungurahua und den Vulkan El Altar.
El Altar ist mit einer Höhe von 5319 Metern zugleich der höchste Punkt des Parks. Der tiefste Punkt liegt auf etwa 800 Meter.
Der Nationalpark Sangay umfasst Teile der Provinzen Cañar, Tungurahua, Chimborazo und Morona Santiago.

## Vegetation
Mehr als 80 % der Parkfläche sind von natürlicher Vegetation bedeckt. Drei grundlegend verschiedene Vegetationszonen herrschen vor: (1) Alpine und subalpine Páramo (feuchte Grasländer), (2) Nebel- und Bergregenwälder und (3) Tropische Tieflandsregenwälder. Darunter sind die Páramo-Gebiete von besonderer Bedeutung.

## Tierwelt
Der Park, der dem Natur- und Kulturschutz dient, ist ein wichtiges Refugium für seltene Tiere wie z. B. Tapire, Brillenbären und Andenkondore.
Gerade für den seltenen Bergtapir stellt der Park eines der wichtigsten Refugien dar.
Neben dem Bergtapir sind Pumas, Andenschakale und Bergmeerschweinchen typische Bewohner der alpinen und subalpinen Bereiche. In den darunter gelegenen Wäldern leben Brillenbären, Riesenotter, Jaguare, Ozelots, Langschwanzkatzen, Flachlandtapire, Weißwedelhirsche (Odocoileus virginianus clavium), Rotmazamas und Nordpudus. Insgesamt leben etwa 300–400 Vogelarten in diesem bisher noch nicht eingehend untersuchten Gebiet.

## Bedrohung
Zwischen 1992 und 2005 stand der Park aufgrund von Straßenbauplänen auf der Roten Liste des gefährdeten Welterbes. Wilderei, illegale Viehweidung und andere Eingriffe an den Rändern des Schutzgebietes sind weitere Bedrohungen.